# Domitius speluncarum
Espèce
Synonymes
- Nesticus speluncarum Pavesi, 1873
- Nesticus strasseri Roewer, 1931

Domitius speluncarum est une espèce d'araignées aranéomorphes de la famille des Nesticidae.

## Distribution
Cette espèce est endémique d'Italie. Elle se rencontre dans des grottes dans les Alpes apuanes et dans le Nord des Apennins en Ligurie et en Toscane.

## Description
Le mâle mesure 6,4 mm et la femelle 8 mm

## Publication originale
- Pavesi, 1873 : Sopra una nuova specie di ragni (Nesticus speluncarum) appartenente alle collezione del Museo civico di Genova. Annali del Museo Civico di Storia Naturale di Genova, vol. 4, p. 344-352.